# Puretone
Puretone (настоящее имя Джош Г. Абрахамс, другие псевдонимы «The Pagan» и «Bassliners») — австралийский композитор, музыкант и продюсер, работающий в стиле драм-н-бейс.
Достиг первых успехов в музыкальном бизнесе в 1998, с выходом первого сингла Addicted To Bass (с участием Эмиел Дэмион, англ. Amiel Daemion). После нескольких менее удачных релизов — Headroom (второй сингл с альбома Sweet Distorted Holiday, также с участием Эмиел Дэмион), Thrillseeker (третий сингл с Sweet Distorted Holiday), Rollin', а также участия в саундтреке Мулен Руж!, выпустил в мировую продажу альбом «Addicted to Bass» под псевдонимом Puretone. Псевдоним был выбран во избежание недоразумений с другим Джошем Абрахамсом, продюсером, сотрудничавшим с Limp Bizkit и Staind. Изданный сингл стал #2 в британском чарте (2002). Затем был выпущен другой сингл Stuck In A Groove, вновь с вокалисткой Эмиел Дэмион, занявший #26 в британском чарте.

## Дискография
- Sweet Distorted Holiday (под именем Josh Abrahams, 1999)
- Addicted to Bass (2001)
- Stuck In A Groove (2003)

## Интересные факты
Клип на песню «Addicted to Bass» обыгрывает сцену погони из фильма Безумный Макс, но в отличие от событий фильма беглецам удается уйти.